# That's Why God Made the Radio (álbum)
That's Why God Made the Radio es el vigésimo noveno álbum de estudio de The Beach Boys, lanzado el 5 de junio de 2012. Se trata del primer álbum con material completamente nuevo desde hace veinte años. El álbum es parte del aniversario n.º 50 de la banda, además del lanzamiento anterior de The SMiLE Sessions, hace exactamente un año, The Beach Boys había editado una nueva canción en años, "Don't Fight The Sea". El 27 de abril del citado año el grupo se embarcó en su gira del 50 aniversario.
Es el primer álbum de The Beach Boys sin Carl Wilson, aunque su voz aparece en una de las canciones. A su vez, este es el primer álbum con la participación de David Marks, quién no estaba en el conjunto desde 1963.
El sencillo "That's Why God Made the Radio" tiene una atmósfera similar a Pet Sounds (1966) y Sunflower (1970).
En la primera semana de ventas el álbum trepó al puesto n.º 3 en Estados Unidos, fue su mejor marca desde 1965, y fue la primera vez en la historia de la banda que un álbum debutaba en una posición tan alta.

## Historia
Todo comenzó cuando a mediados del 2011 se habló de una posible reunión de The Beach Boys para conmemorar los 50 años del conjunto, siendo el guitarrista, Al Jardine el primer beach boy en hablar del tema.
Brian Wilson no descartó un reencuentro con The Beach Boys. Pero a su vez descartó por momento el asunto, aunque también planteo dudas por cuestiones económicas, sin embargo insistió en que ese no era el mayor interrogante. A su vez, Mike Love también descartó un posible reencuentro, argumentando que era algo que aún no estaba en los planes de nadie.
Finalmente, en diciembre de 2011 se confirmó el retorno de Brian Wilson al conjunto y una gira de cincuenta fechas conmemorando el cincuentenario, también se anunció que la banda volvió al estudio a registrar un nuevo álbum de estudio con material nuevo, hecho que no sucedía desde Summer in Paradise de 1992.
Como entrenamiento, hicieron una nueva versión de la canción "Do It Again", colgándola en su canal de YouTube para que el público la escuchase, pero descartaron incluirla en el futuro álbum de estudio.
Bruce Johnston comparó el sonido de esta nueva entrega con el álbum Sunflower de 1970. El álbum ha recibido críticas generalmente favorables, y los críticos resaltaron la suite de cierre de cuatro canciones del álbum como el momento cumbre del álbum, que Consequence of Sound lo calificó como "un canto fúnebre lleno de gloria" y The Guardian ha dicho: "lo mejor de Brian Wilson donde ha puesto su nombre en los últimos 30 años."
"That's Why God Made the Radio" fue el primer sencillo de adelanto, producido por Brian Wilson y Mike Love, fue grabada con los miembros de The Beach Boys, Al Jardine, Bruce Johnston y David Marks. Luego de casi un año del lanzamiento de "Don't Fight the Sea" (canción coescrita por Al Jardine). Hizo su debut en radio el 25 de abril de 2012 en el programa Mike and Mike in the Morning de la ESPN. La canción había sido escrita por de Jim Peterik en el verano de 1998, a su vez la canción "Daybreak Over the Ocean" fue escrita por Mike Love para su álbum inédito Mike Love Not War o Unleash The Love.

## Crítica
La mayoría de los críticos fueron despectivos de las otras pistas más optimistas y alegres, y se citó el uso de auto-tune como notorio. Otros acreditaron puntos bajos del álbum específicamente a las contribuciones de Mike Love. Beats Per Minute, comentó: "El álbum en su conjunto no es perfecto, pero el sonido es completamente encantador durante su clímax, lo que hace que el oyente se sienta realmente tocado".
En 2013, Mike Love expresó a varios medios de prensa que estaba "decepcionado" con la dirección del álbum, alegando que se le negó la escritura de canciones por un tercero no identificado. Love explica: "Hablé con Brian alrededor de un año antes de que empezáramos a hacer las grabaciones. Él y yo hablamos de hacer un proyecto y estaba emocionado de hacerlo, pero nunca se llegó a realizar en absoluto. Se le dio otro rumbo, no por mí ni por Brian sino por los demás. Se suponía que se nos permitiría reunirnos para escribir canciones desde cero como lo hacíamos en los años 60, pero que nunca lo llegamos a hacer".

## Ventas
Sorpresivamente, en su primera semana de venta, That's Why God Made the Radio vendió 61.000 copias en Estados Unidos y trepó al puesto n.º 3. Mientras que en el Reino Unido alcanzó el puesto n.º 15 en su primera semana.
That's Why God Made the Radio se convirtió en el primer álbum de estudio de The Beach Boys en debutar en el top 5, además The Beach Boys rompieron la marca del álbum más alejado del top 10, cuando el último había sido Surfin' USA de 1963, con 49 años y un día, superaron la marca que tenía The Beatles, quienes lideraban con una diferencia de 47 años, siete meses y tres semanas, mientras que en tercer lugar se encuentran The Rolling Stones con 45 años y seis meses.

## Lista de canciones
| N.º | Título                                                                      | Vocalista principal                                                | Duración |  |
| 1.  | «Think About the Days» (Brian Wilson, Joe Thomas)                           | Todo el grupo canta                                                | 1:27     |  |
| 2.  | «That's Why God Made the Radio» (Wilson, Thomas, Larry Millas, Jim Peterik) | Brian Wilson                                                       | 3:19     |  |
| 3.  | «Isn't It Time» (Wilson, Mike Love, Thomas, Millas, Peterik)                | Brian Wilson, Bruce Johnston, Al Jardine, Mike Love y Jeff Foskett | 3:45     |  |
| 4.  | «Spring Vacation» (Wilson, Love, Thomas)                                    | Mike Love, Bruce Johnston y Brian Wilson                           | 3:07     |  |
| 5.  | «The Private Life of Bill and Sue» (Wilson, Thomas)                         | Brian Wilson                                                       | 4:17     |  |
| 6.  | «Shelter» (Wilson, Thomas)                                                  | Brian Wilson y Jeff Foskett                                        | 3:02     |  |
| 7.  | «Daybreak Over the Ocean» (Love)                                            | Mike Love                                                          | 4:20     |  |
| 8.  | «Beaches in Mind» (Wilson, Love, Thomas)                                    | Mike Love                                                          | 2:38     |  |
| 9.  | «Strange World» (Wilson, Thomas)                                            | Brian Wilson                                                       | 3:03     |  |
| 10. | «From There to Back Again» (Wilson, Thomas)                                 | Al Jardine y Brian Wilson                                          | 3:23     |  |
| 11. | «Pacific Coast Highway» (Wilson, Thomas)                                    | Brian Wilson                                                       | 1:52     |  |
| 12. | «Summer's Gone» (Wilson, Jon Bon Jovi, Thomas)                              | Brian Wilson                                                       | 4:40     |  |

| Bonus track de la edición japonesa |                                                             |                          |          |  |
| N.º                                | Título                                                      | Vocalista principal      | Duración |  |
| 13.                                | «Do It Again (grabación de 2012)» (Brian Wilson, Mike Love) | Mike Love y Brian Wilson | 2:57     |  |